# Ellen Day Hale
Ellen Day Hale (11 de fevereiro de 1855 – 11 de fevereiro de 1940)[1] foi uma pintora e gravadora impressionista norte-americana de Boston. Ela estudou arte em Paris e durante sua vida adulta viveu em Paris, Londres e Boston. Ela expôs no Salão de Paris e na Royal Academy of Arts. Hale escreveu o livro History of Art: A Study of the Lives of Leonardo, Michelangelo, Raphael, Titian, and Albrecht Dürer e foi mentora da próxima geração de artistas femininas da Nova Inglaterra, abrindo caminho para a ampla aceitação de artistas femininas.